# Zádor (Eslováquia)
Zádor é um município da Eslováquia, situado no distrito de Rimavská Sobota, na região de Banská Bystrica. Tem 3,46 km² de área e sua população em 2018 foi estimada em 150 habitantes.

## Demografia
| Ano:        | 1994 | 2004   | 2014    | 2024    |
| ----------- | ---- | ------ | ------- | ------- |
| Broj ljudi: | 111  | 116    | 154     | 132     |
| Razlika:    |      | +4,50% | +32,75% | -14,28% |

| Ano:               | 2023 | 2024   |
| ------------------ | ---- | ------ |
| Número de pessoas: | 134  | 132    |
| Diferença:         |      | -1,49% |